# Севастьянов, Николай Иванович

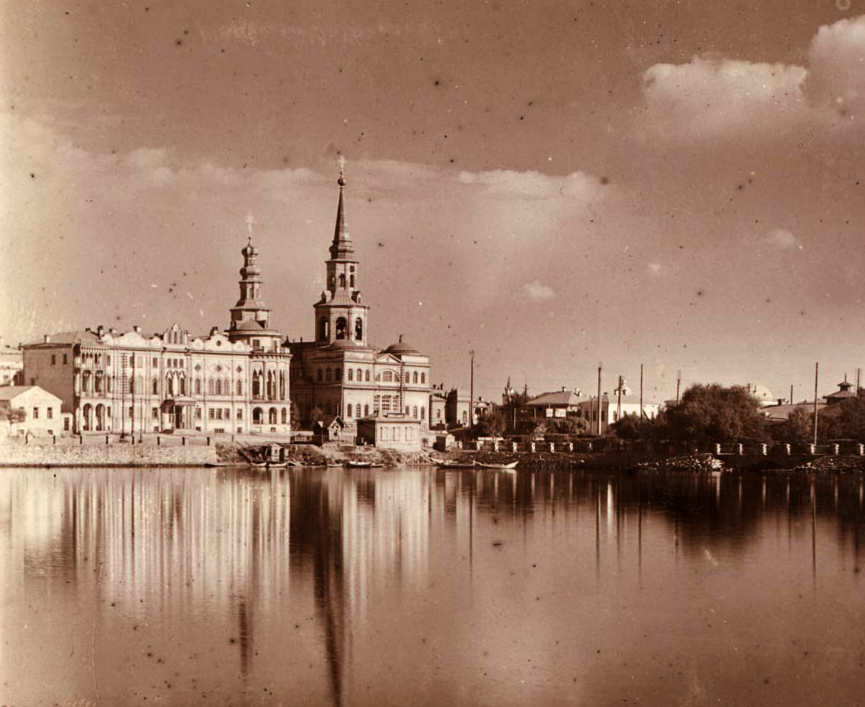
Дом Севастьянова и Екатерининский собор (1910, Сергей Прокудин-Горский)

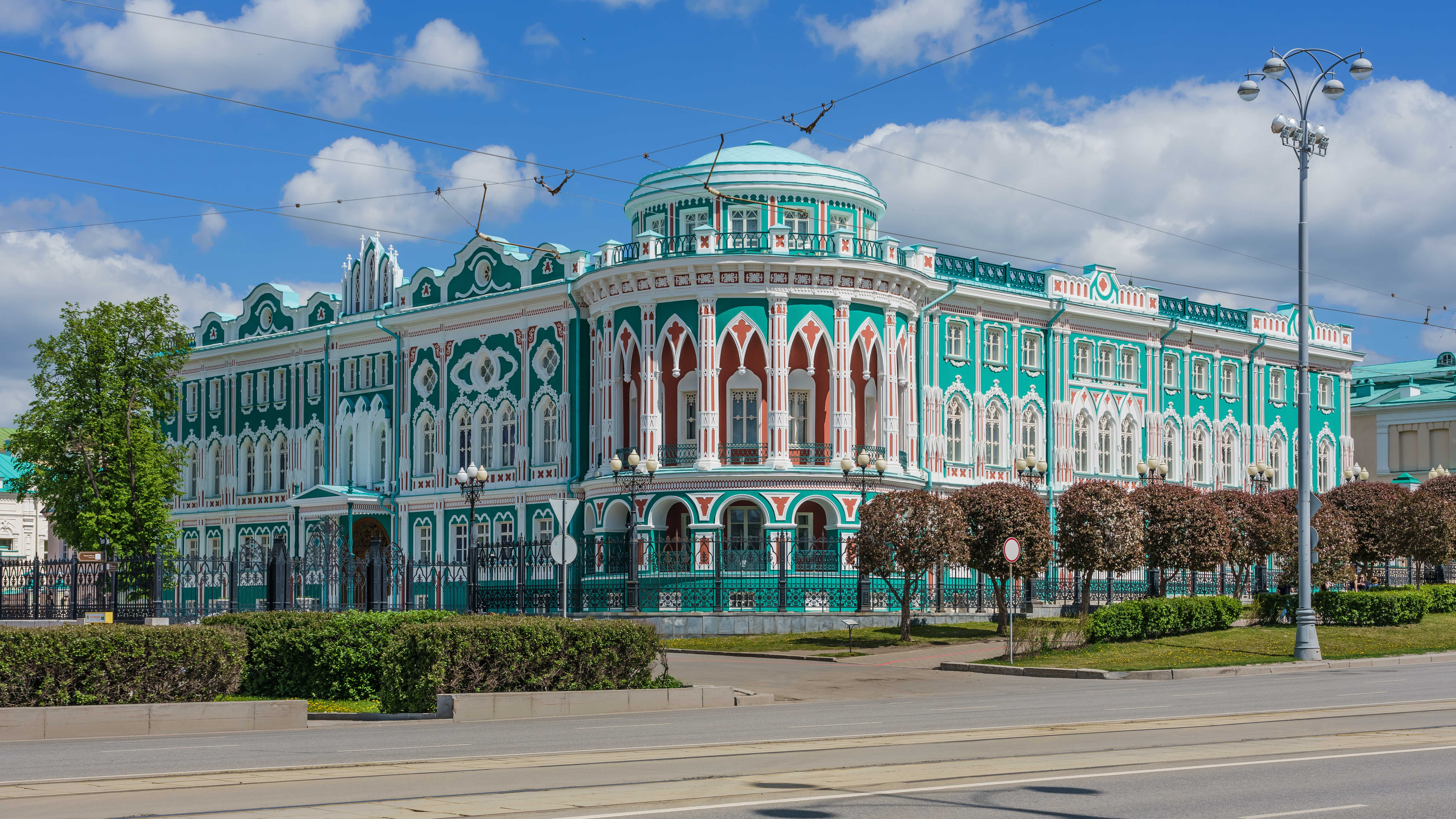
Дом Севастьянова (2019)

Никола́й Ива́нович Севастья́нов (5 [17] декабря 1819, Петропавловский, Пермская губерния — 23 февраля [7 марта] 1883, Санкт-Петербург) — российский предприниматель и государственный деятель. Владел золотыми приисками и мануфактурами на Урале. Член-учредитель УОЛЕ. Известен также как владелец названного в его честь дома на Главном проспекте в Екатеринбурге.

## Биография
Родился 5 (17) декабря 1819 года в посёлке Петропавловского завода в дворянской семье. Отец, Иван Сергеевич, работал на золотых приисках Демидовых, затем служил унтершихтмейстером на Березовских золотых промыслах. Мать, Серафима Алексеевна, была родом из купеческой семьи. С Николаем в семье воспитывались братья Фёдор и Александр и сёстры Мария и Елизавета.
В 1835 году окончил Екатеринбургское горное училище, после чего поступил на службу в Уральское горное правление. Начал работать подканцеляристом, в 1836 году был переведён канцеляристом, в 1837 году — столоначальником. В 1840 году получил чин коллежского регистратора.
В 1841 году Севастьянова назначили секретарём комиссии по расследованию причин волнений углежогов на Ревдинском заводе. В 1847 году он был назначен секретарём 1-го департамента горного правления и чиновником особых поручений при Владимире Глинке. В 1848—1850 годах от имени горного ведомства посещал Нижегородскую и Ирбитскую ярмарки, приобретая материалы и продовольствие для уральских горных заводов и торговли металлами.
10 марта 1851 года Глинка назначил Севастьянова смотрителем от Горного правления и ответственным за прохождение железных караванов на правах комиссионерства. В 1858 году в чине надворного советника вышел в отставку.
В 1850-х годах Севастьянов в партнёрстве с купцами Акакием Рязановым и Титом Зотовым участвовал в предприятии по разработке месторождений Карагандинского угольного бассейна.
В 1860 году Севастьянов приобрёл у отставного канцелярского служителя С. А. Медведчикова 3-этажный каменный дом в Екатеринбурге, на углу на Главного проспекта и Тарасовской набережной. В 1866 году здание с выделяющейся угловой ротондой было перестроено в псевдоготическом стиле по проекту архитектора Александра Падучева и украшено многочисленными декоративными элементами. Со временем здание стало узнаваемой достопримечательностью города, за ним закрепилось название «Дом Севастьянова». В июне 1874 года дом за 40 тысяч рублей выкупила казна, в нём разместился окружной суд.
В 1856 году совместно с Николаем Ильиным Севастьянов стал учредителем речной компании «Ильин и Севастьянов», владевшую несколькими пароходами и занимавшуюся пассажирскими и грузовыми перевозками. В 1862 году прекратил заниматься перевозками, после чего переключился на добычу золота и мануфактурное производство. В его собственности находились золотые прииски в Чердынском уезде, Надеждинская мануфактура, Тюшевский винокуренный завод. В 1859—1861 годах построил Сарсинский стекольный завод, в 1867 году — водочный завод с оптовым складом в Екатеринбурге. Впоследствии продал заводы и земли А. Ф. Поклевскому-Козелл.
В марте 1870 года был избран на должность председателя Екатеринбургского уездного земского собрания, а 1 мая 1870 года — на должность первого председателя Екатеринбургской уездной земской управы с годовым жалованьем в 2500 рублей.
Был членом-учредителем УОЛЕ.
После продажи дома в Екатеринбурге Севастьянов переехал в Санкт-Петербург. Скончался там же 23 февраля (7 марта) 1883 года.

## Награды
- Орден Святой Анны 3-й степени
- Знак отличия за XV лет беспорочной службы
- Светлая бронзовая медаль Медаль «В память войны 1853—1856» на Владимирской ленте